# 槓桿原理 (化學)
槓桿原理（英語：Lever rule）又稱槓桿定律。是一個用來計算相圖中各相的組成比例的方式。
在一個有兩個不同的相，α 與 β，的溶液中，其組成成分為A，B，由槓桿原理可得該溶液α相的比例為：
{\displaystyle X_{\alpha }={\frac {c-b}{a-b}}}
其中
- a為B在α相中的摩尔分率。
- b為B在β相中的摩尔分率。
- c為B在溶液所有相態中的總摩尔分率。

上式適用於定溫的情況。